# Гайдук, Константин Алексеевич
Константин Алексеевич Гайдук (30 (17) сентября 1910 — 16 ноября 1943) — советский шахматист и журналист, один из выдающихся шахматистов 1920-х — 1930-х годов Приангарья, сотрудник газеты «Восточно-Сибирская правда».

## Биография

### Происхождение
Родился 30 сентября 1910 года (по другим данным, 1911 года) в Воронеже. Родители: Алексей Никифорович Гайдук и Маргарита Всеволодовна Гайдук (в девичестве Бочкарёва). По материнской линии — внук иркутского купца 2-й гильдии Всеволода Бочкарёва и Марии Омальевны Келлер, уроженки города Орлеан и преподавательницы французского языка в институте благородных девиц. Отец — выпускник филологического отделения Петербургского университета, кандидат богословия, советник губернатора по православию в Иркутской губернии. В 1917 году Константин с семьёй переехал в Иркутск.

### Шахматная карьера годы
После окончания школы Константин пытался безуспешно поступить несколько раз в университеты Иркутска и Ленинграда, полагая, что причиной тому является его происхождение. В 1928 году уехал в Новосибирск, а затем в Ленинград, где в 1930 году получил журналистское образование. Работал журналистом в газете «Восточно-Сибирская правда» в отделе международной жизни, параллельно увлекался шахматами и вёл шахматную рубрику в газете. Стал соавтором областного радиокомитета и первого шахматно-шашечного радиожурнала в Сибири.
На школьном уровне в возрасте 17 лет Гайдук выиграл чемпионат Восточно-Сибирского края. В 1920-е и 1930-е годы он стал лидером иркутских шахматистов и одержал серию побед, выиграв чемпионат Восточно-Сибирского края четыре раза (1931, 1933, 1935 и 1936). В 1937 и 1940 годах выиграл чемпионаты Иркутской области, а в 1937 году также стал победителем Всесоюзного чемпионата Центрального комитета Союза работников издательств (первенство прошло в Харькове), опередив выдающегося московского мастера Василия Панова. На Всесоюзном чемпионате 1931 года он вышел в полуфинал. В дальнейшем Гайдук руководил шахматными федерациями Иркутска и Восточно-Сибирского края, а также организовывал соревнования. Так, в 1933 году в Иркутске прошёл квалификационный турнир с участием московского мастера Исаака Мазеля, а в 1934 году — первый всесибирский турнир с участием мастера по шахматам Михаила Юдовича и мастера по шашкам Льва Глезера. Помимо этого, Гайдук был тренером и основателем шахматного кружка в Иркутском Дворце пионеров (среди известных учеников был двоюродный брат Константина, Всеволод Чайковский, и сын Гайдука Владимир). Гайдук также является основателем турнира молодёжи на призы газеты «Советский комсомолец».

### Репрессия и освобождение
В 1938 году Гайдук был репрессирован по ложному обвинению в контрреволюционной деятельности и работе на французскую разведку. Как выяснилось, Гайдук в совершенстве владел французским языком, которому его научила бабушка, а в 1934 году работал переводчиком французской лётчицы, которая совершала кругосветное путешествие на спортивном самолёте и сделала остановку в Иркутске. Спорткомитет Иркутска, обеспечивая её встречу, назначил Гайдука переводчиком. 8 октября 1939 года Константин написал письмо лейтенанту НКВД Фесенко, сообщая, что страдает от чахотки, которая подорвала его здоровье в тюрьме, и просил оказать медицинскую помощь. В другом заявлении он говорил, что обвинения о его контрреволюционной деятельности сфальсифицированы, и любой из сотрудников «Восточно-Сибирской правды» может их опровергнуть и подтвердить репутацию Гайдука. В ноябре 1940 года его освободили, однако болезнь разрушила здоровье Константина. После освобождения и реабилитации он уехал в Сухуми на полгода к матери, где проходил курс лечения. Весной 1941 года он вернулся в Иркутск, но не был обратно принят в газету «Восточно-Сибирская правда». В годы войны работал в редакции районной газеты «Сталинский путь» и продолжал участвовать в турнирах. В 1943 году он последний раз в своей жизни выиграл чемпионат Иркутска.

### Семья
Супруга — Августа Иосифовна (Осиповна) Егорова, дочь революционера Осипа Егорова (расстрелян в 1918 году колчаковцами). Работала стенографисткой, а позже сотрудницей Геологоуправления. В браке родились сыновья Владимир и Вадим.
- Владимир последовал по стопам отца, став шахматистом и первым в Приангарье кандидатом в мастера спорта по шахматам[1]. Владимир выиграл чемпионат Иркутска в 13 лет (1946 год), а в 16 лет победил на первенстве Иркутской области (1949 год)[2]. Позже он работал в Иркутском государственном педагогическом институте и стал известен как учёный-филолог и специалист по творчеству А.П.Чехова.
- Вадим — подполковник ракетных войск (служил 27 лет), в 2002 году проживал в Рыбинске. Внучки Константина и дочери Вадима — Рита (старший преподаватель кафедры математики Ярославского университета) и Екатерина (детский гастроэнтеролог). Правнуки — Константин (сын Риты) и Анна (дочь Екатерины)[3].

### Смерть и память
Константин Алексеевич Гайдук скоропостижно скончался 16 ноября 1943 года от сыпного тифа, который обострился в тюрьме. Похоронен на Глазковском кладбище. Его именем назван ежегодный шахматный фестиваль, проводящийся с 2001 года. Воспоминания о Константине Гайдуке и его семье в 2001 году составил сын Вадим, в 2008 году их опубликовали в журнале «Сибирь».